# Municipio de Oak Lawn
El municipio de Oak Lawn (en inglés: Oak Lawn Township) es un municipio ubicado en el condado de Crow Wing en el estado estadounidense de Minnesota. En el año 2010 tenía una población de 1792 habitantes y una densidad poblacional de 18,87 personas por km².

## Geografía
El municipio de Oak Lawn se encuentra ubicado en las coordenadas 46°22′21″N 94°7′47″O / 46.37250, -94.12972. Según la Oficina del Censo de los Estados Unidos, el municipio tiene una superficie total de 94.96 km², de la cual 89.09 km² corresponden a tierra firme y (6.18%) 5.87 km² es agua.

## Demografía
Según el censo de 2010, había 1792 personas residiendo en el municipio de Oak Lawn. La densidad de población era de 18,87 hab./km². De los 1792 habitantes, el municipio de Oak Lawn estaba compuesto por el 97.77% blancos, el 0.67% eran afroamericanos, el 0.22% eran amerindios, el 0.11% eran asiáticos, el 0.06% eran isleños del Pacífico, el 0.28% eran de otras razas y el 0.89% pertenecían a dos o más razas. Del total de la población el 1.12% eran hispanos o latinos de cualquier raza.